# ناجح (اسم)
ناجح هو اسم علم مذكر من أصل عربي، ومعناه هو على وزن اسم الفاعل، الموفق المتفوق، مؤنثه ناجحة. 

## الأصل اللغوي
اصل اسم ناجح من الجذز نجح

## الاشتقاق والتأنيث
هناك العديد من الاسماد المشتقة من اسم ناجح او الجذر نجح منها
- نجاح
- ناجحة

## شخصيات تحمل الاسم
- ناجح الاسدي (1956 – 1977)
- ناجح إبراهم (لاعب كرة قدم تونسي، 20 مايو 1977[4] – )
- ناجح حمود (لاعب كرة قدم عراقي، 1 يوليو 1951 – )
- ناجح المعموري قاص وروائي عراقي
- ناجح بكيرات نائب مدير عام الأوقاف الإسلامية في القدس ورئيس أكاديمية الأقصى للعلوم والتراث.[5]
- ناجح محمد خليل الراوي أكاديمي عراقي

## وصلات خارجية
- موسوعة السلطان قابوس لأسماء العرب